# LM-33
LM-33 (russisch ЛМ-33) ist der Name eines von dem Wagonoremontny Sawod in Leningrad (WARS, heute Peterburgski Tramwajno-Mechanitscheski Sawod, Sankt Petersburg, Russland) gebauten Straßenbahnfahrzeugs. Die Abkürzung LM bedeutet Leningradski Motorny (russisch Ленинградский Моторный, deutsch Leningrader Triebwagen), die Zahl 33 entspricht dem Entwicklungsjahr 1933. Gewöhnlich fuhren die Triebwagen im Paar mit LP-33-Beiwagen, der antriebslosen Variante des LM-33. Der Buchstabe P steht für Prizepnoi (russisch прицепной, deutsch Beiwagen). Die Minizüge aus LM-33-Triebwagen und LP-33-Beiwagen wurden oft als LM/LP-33 bezeichnet. Sowohl Trieb- als auch Beiwagen waren Einrichtungswagen, sie verkehrten nur auf Linien mit Wendeschleifen oder -dreiecken an den Streckenenden. Ursprünglich die Typbezeichnungen waren MA (Motorny Amerikanskogo tipa, russisch Моторный Американского типа, Triebwagen des amerikanischen Typs) für Trieb- und PA (Prizepnoj Amerikanskogo tipa, ПА − Прицепной Американского типа) für Beiwagen, denn die amerikanische Fahrzeuge des Peter Witt Company-Herstellers wurden als Muster für Entwicklung genommen. Infolge dieses Umstandes hatte der Wagen den inoffiziellen Spitznamen „Amerikanerin“ (russ. Американка).
Ein LM/LP-33-Zug mit den Inventarnummern 4275+4454 ist bis heute in Sankt Petersburg ohne größere Änderungen an der Substanz erhalten geblieben. Er ist ein Exponat des Sankt Petersburger Straßenbahnmuseums und wurde im November 1997 wieder fahrtüchtig gemacht. Der Museumszug in Sankt Petersburg kann für Rundfahrten, Hochzeiten, Abschlussbälle oder Betriebsfeiern gemietet werden.

## Weiterführende Informationen